# Filmul Foster: Destinația - imaginația
Filmul Foster: Destinația - imaginația (engleză Destination: Imagination) este un episod special al serialului animat de televiziune Casa Foster pentru prieteni imaginari. Premisul poveștii o urmărește pe Frankie ce a fost blocată într-o lume imensă și misterioasă unde este tratată ca o regină însă nu este lăsată să plece. Bloo, Mac, Coco, Eduardo, și Wilt călătoresc prin această lume pentru a o salva, trecând prin pericole și probe în drumul lor.
Scris de Lauren Faust și Tim McKeon, episodul special a fost regizat de Rob Renzetti și creatorul serialului, Craig McCracken. Premisul a fost conceput după ce echipa a decis că vor să facă un episod cu avenutră, cu personajele pornind într-o mare căutare de tot felul. Datorită abordării de poveste întunecată și serioasă care a fost folosită, acest episod este mai aspru decât celelalte episoade din Casa Foster pentru prieteni imaginari.
Episodul special a fost inițial difuzat pe Cartoon Network pe 27 noiembrie 2008 de Ziua Recunoștinței. A primit recenzii bune și a câștigat Premiul Emmy de maximă audiență. A fost de asemenea nominalizat pentru Premiile Annie - unul pentru cea mai bună producție animată de televiziune pentru copii și altul pentru regizia lui McCracken și Renzetti.

## Rezumat
Frankie s-a săturat să tot muncească fără să i se recunoască efortul și când aceasta deschide o cutie cu jucării lăsată la ușa casei, aceasta descoperă o lume ciudată, unde nimeni nu are față. Acolo ea este tratată ca o prințesă de un prieten imaginar ce este de fapt o față care poate lua orice formă și orice corp, oricând la nevoie. Bloo, Mac, Wilt, Eduardo și Coco descopăr că Frankie a dispărut și pornesc în căutarea ei prin această lume ciudată, trecând prin diferite peripeții.

## Legături externe
- Filmul Foster: Destinația - imaginația Arhivat în 16 februarie 2010, la Wayback Machine. la TV.com
- Filmul Foster: Destinația - imaginația la Internet Movie Database